# Maria Ejchart
Maria Ejchart z domu Koszur, właśc. Maria Dorota Ejchart-Dubois (ur. 11 kwietnia 1976 w Warszawie) – polska prawniczka, zajmująca się prawami człowieka, współzałożycielka inicjatywy Wolne Sądy i Komitetu Obrony Sprawiedliwości, prezeska Stowarzyszenia im. prof. Zbigniewa Hołdy, od 2023 podsekretarz stanu w Ministerstwie Sprawiedliwości.

## Życiorys
Maria Ejchart jest prawniczką. Związana jest z Helsińską Fundacją Praw Człowieka – największą organizacją pozarządową w Polsce, w której współtworzyła i koordynowała liczne programy monitoringowe i edukacyjne. Od 2003 koordynuje program „Niewinność” zajmujący się pomyłkami sądowymi i osobami niesłusznie skazanymi. Jest polską członkinią European Innocence Network, organizacji zrzeszającej europejskie programy zajmujące się problemem niesłusznych skazań.
Pracuje jako trenerka i ekspertka z zakresu praw człowieka. Obszarem jej szczególnego zainteresowania są prawa osób pozbawionych wolności. Była członkinią Rady Społecznej przy Rzeczniku Praw Obywatelskich oraz współprzewodniczącą Komisji Ekspertów Krajowego Mechanizmu Prewencji Tortur.
Od 2015 jest prezeską zarządu Stowarzyszenia im. prof. Zbigniewa Hołdy. Jest współtwórczynią Inicjatywy Obywatelskiej #WolneSądy i Komitetu Obrony Sprawiedliwości KOS, w którym od 2018 pełni funkcję koordynatorki. W ramach prac KOS reprezentuje sędziów przed Europejskim Trybunałem Praw Człowieka w Strasburgu w kluczowych postępowaniach dotyczących niezależności sądów i niezawisłości sędziów. Od 2017 była współorganizatorką dziesiątek akcji protestacyjnych w sprawie obrony praworządności i represjonowanych sędziów.
Uczestniczyła w procesach legislacyjnych w parlamencie jako ekspertka, m.in. w pracach zespołów parlamentarnych ds. Ładu Konstytucyjnego i Reformy Wymiaru Sprawiedliwości oraz jako ekspertka Sejmowej Komisji Sprawiedliwości w zakresie oceny działań Służby Więziennej.
W latach 2011–2012 na zaproszenie USAID współtworzyła w Libii warsztaty dla organizacji pozarządowych o demokracji i prawach człowieka. Prowadziła warsztaty dotyczące monitorowania postępowań sądowych w Mongolii. Jako ekspertka przygotowywała rekomendacje dla Sądu Najwyższego w Tadżykistanie w zakresie przeciwdziałania torturom i nieludzkiemu traktowaniu. Współorganizatorka i uczestniczka wielu międzynarodowych konferencji, między innymi we współpracy z ICJ World Congress.
Występuje jako ekspertka w procesach ekstradycyjnych obywateli polskich toczących się przed sądami w Wielkiej Brytanii i Irlandii, dotyczących przestrzegania praw człowieka i możliwości zapewnienia odpowiedniej opieki medycznej w polskich jednostkach penitencjarnych.
Orzekała w Wojewódzkiej Komisji ds. Orzekania o Zdarzeniach Medycznych w Warszawie.
Autorka raportów dotyczących stanu przestrzegania praw człowieka w Polsce dla krajowych i zagranicznych instytucji (UN CAT, UN Human Rights Comittee, CPT). Współautorka licznych publikacji w tym monografii naukowej „Dożywotnie pozbawienie wolności. Zabójca, jego zbrodnia i kara”.
13 grudnia 2023 została powołana na stanowisko podsekretarza stanu w Ministerstwie Sprawiedliwości.

## Życie prywatne
Córka inżyniera Jana Koszura (1943–2019) oraz Barbary ze Świętorzeckich (1944–1981). Jej mężem był prawnik Jacek Dubois. Informacja o rozwodzie została przez nią przekazana do publicznej wiadomości podczas konferencji prasowej 10 stycznia 2024 celem wyjaśnienia podejrzeń o konflikt interesów, który miał być związany z obejmowaną przez Marię Ejchart funkcją wiceministra sprawiedliwości oraz działalnością jej męża.

## Nagrody i wyróżnienia
- 2018 – Medal Prezydenta Miasta Lublina
- 2019 – wyróżnienie w XIII edycji Nagrody im. Edwarda J. Wende (zespołowo, za stworzenie inicjatywy #Wolne Sądy)[16]
- 2022 – wyróżnienie odznaką „Adwokatura dla zasłużonych”
- 2022 – wyróżnienie na liście „25 prawniczek w biznesie” redakcji „Forbes Women”

## Publikacje
- Wrongful Convictions in Poland, 80 U. Cin. L. Rev., 2013[17].
- Ejchart M., Fajst M., Niełaczna M., Wykonanie kary dożywotniego pozbawienia wolności. Gdzie jest sens i koniec? Prezentacja wyników badań przeprowadzonych w 2012 roku, w: Współczesne uwarunkowania i wzory procesów resocjalizacji, reintegracji i inkluzji, red. M. Marzec-Holka, K. Mirosław-Nawrocka, J. Moleda, Warszawa 2014[18].
- Ejchart-Dubois M., Markowska M., Pełnoletniość więzienna – strategie adaptacji do długoterminowej izolacji na podstawie analizy przypadków trzech kobiet najdłużej odbywających karę dożywotniego pozbawienia wolności w Polsce, PAN, Instytut Nauk Prawnych, Zakład Kryminologii, „Archiwum Kryminologii” t. XXXIX 2017[19].
- Ejchart M. Błońska B. Rozdział Kobiety – zabójczynie. Kobiety skazane na karę dożywotniego pozbawienia wolności w Polsce, 2017[20]
- Ejchart M., Niełaczna M., Rzepliński A., Dożywotnie pozbawienie wolności. Zabójca, jego zbrodnia i kara, 2018[21].
- Ejchart M., Niełaczna M., Wilkowska-Płóciennik A. The Right to Hope for Lifers: An Analysis of Court Judgments and Practice in Poland, 2020[22].
- Ejchart M., Sprawa Komendy na pewno uświadomiła nam jedno. Sądy się mylą. Nie jednostkowo, mylą się systemowo, Warszawa 2020[23].
- Ejchart-Dubois M., Kobiety dożywotnio pozbawione wolności. Tęsknota, bezradność i nadzieja w Dożywotni więźniowie. Najlepsi z najgorszych i źli stale. Redakcja naukowa Maria Niełaczna, Joanna Klimczak, Warszawa 2022[24].
- Ejchart-Dubois M., Kara niedoskonała. Przeciw karze dożywotniego pozbawiania wolności.[w] O wolność i prawo. Księga jubileuszowa dedykowana Profesorowi Andrzejowi Rzeplińskiemu. Wolters Kluwer Warszawa 2022[25].
- Ejchart-Dubois M. […] próby otwierania dyskusji o karze śmierci są tyleż anachroniczne, co niemoralne i niebezpieczne [OPINIA], styczeń 2023[26].